# Crusade
Crusade es una serie de televisión spin-off de Babylon 5, creada también por J. Michael Straczynski.

## Argumento
La serie es la continuación de la película de Babylon 5 "Llamada a las Armas", con la Tierra infectada por la Plaga Drakh y puesta por ello en cuarentena. La nave Excalibur se ha transformado en un laboratorio itinerante que va de mundo en mundo siguiendo las pistas que les proporcionan los rangers, buscando así avances tecnológicos para curar la Plaga antes de que transcurran el plazo de 5 años en que se calcula que morirá entonces la raza humana en el planeta.
Sin embargo este planteamiento sólo era una forma de poner en marcha la serie que, al igual que su predecesora, tendría un arco argumental que se iría revelando poco a poco. La verdadera trama de la serie iba a tener que ver con el uso de tecnología sombra por parte de la Tierra e iba a lidiar con el origen de los poderes de los tecnomagos. Este último aspecto se cubrió en las novelas de la Trilogía de los Tecnomagos escritas por Jeanne Cavelos.

## Reparto
- Gary Cole como Matthew Gideon.
- Tracy Scoggins como Elizabeth Lochley.
- Daniel Dae Kim como John Matheson.
- David Allen Brooks como Max Eilerson.
- Peter Woodward como Galen.
- Marjean Holden como Sarah Chambers.
- Carrie Dobro como Dureena Nafeel.

### Apariciones Especiales
- Alex Mendoza como Trace Miller (2 episodios).
- Richard Biggs como el Dr. Stephen Franklin (1 episodio).
- John Vickery como Mr. Wells (1 episodio).

## Episodios

### Orden TNT
El orden en que se emitieron los episodios por vez primera en la cadena TNT es el siguiente:
- 1. War Zone (Zona de Guerra)
- 2. The Long Road (El Largo Camino)
- 3. The Well of Forever (El Pozo de la Eternidad)
- 4. The Path of Sorrows (El Camino del dolor)
- 5. Patterns of the Soul (Las Pautas del Alma)
- 6. Ruling from the Tomb (Gobernando desde la Tumba)
- 7. The Rules of the Game (Las Reglas del Juego)
- 8. Appearances and other Deceits (Apariencias y otros Engaños)
- 9. Racing the Night (Corriendo en la Noche)
- 10. The Needs of Earth (Las Necesidades de la Tierra)
- 11. The Memory of War (El Recuerdo de la Guerra)
- 12. Visitors from Down the Street (Visitantes de aquí al Lado)
- 13. Each Night I Dream of Home (Cada Noche Sueño con mi Hogar)

Sin embargo, debido a las continuas interferencias de la cadena en la producción de los episodios, este orden está plagados de errores de continuidad y los personajes sufren incoherencias en su evolución.

### Orden JMS
Cuando la serie se reestrenó en el Sci-fi Channel, Straczynski prefirió el siguiente orden:
- 1.(9) Racing the night
- 2.(10) The Needs of Earth
- 3.(11) The Memory of War
- 4.(2) The Long Road
- 5.(12) Visitors from Down the Street
- 6.(3) The Well of Forever
- 7.(13) Each Night I Dream of Home
- 8.(5) Patterns of the Soul
- 9.(4) The Path of Sorrows
- 10.(6) Ruling from the Tomb
- 11.(7) The Rules of the Game
- 12.(1) War Zone
- 13.(8) Appearances and other Deceits

Este orden muestra mayor coherencia en la evolución de los personajes y el descubrimiento su pasado, aunque no está libre de incoherencias. La más llamativas son 2:
Por un lado, los uniformes cambian constantemente de gris a negro a gris a negro... La frase que suele emplearse para definir este orden es uniforms don’t make sense, characters do (los uniformes no tienen sentido; los personajes, sí)
Por otro, está la posición del episodio War Zone, en el que se muestra como se reúne la tripulación de la nave y empieza la misión. La razón de que esté el número 12 es que es un episodio escrito por encargo del que Straczynski reniega en su mayoría, y lo situó ahí por ponerlo en algún sitio. Las soluciones más empleadas por los fanes son situarlo al principio de todo o ignorarlo completamente.

### Tercer Orden
Existe un tercer orden que intenta combinar los dos anteriores, solventando el "problema" de los uniformes, la posición de War zone y los diversos gazapos derivados de mostrar en último lugar los primeros episodios filmados.
- 1. War Zone
- 2. The Long Road
- 3. Appearances and Other Deceits
- 4. The Memory of War
- 5. The Needs of Earth
- 6. Racing the Night
- 7. Visitors From Down the Street
- 8. Each Night I Dream of Home
- 9. The Path of Sorrows
- 10. Patterns of the Soul
- 11. Ruling From the Tomb
- 12. The Well of Forever
- 13. The Rules of the Game